# Grand Prix automobile de Malaisie 2005
GP précédent GP suivant
Le Grand Prix automobile de Malaisie 2005 (2005 Formula 1 Petronas Malaysian Grand Prix), disputé sur le circuit international de Sepang le 20 mars 2005, est la 733e épreuve de l'histoire du championnat du monde de Formule 1 courue depuis 1950 et la seconde épreuve du championnat 2005.

## Qualifications
| Pos | Pilote               | Écurie            | Q1+Q2          |
| --- | -------------------- | ----------------- | -------------- |
| 1   | Fernando Alonso      | Renault           | 3 min 07 s 672 |
| 2   | Jarno Trulli         | Toyota            | 3 min 07 s 925 |
| 3   | Giancarlo Fisichella | Renault           | 3 min 08 s 448 |
| 4   | Mark Webber          | Williams-BMW      | 3 min 08 s 904 |
| 5   | Ralf Schumacher      | Toyota            | 3 min 09 s 007 |
| 6   | Kimi Räikkönen       | McLaren-Mercedes  | 3 min 09 s 483 |
| 7   | Christian Klien      | Red Bull-Cosworth | 3 min 09 s 589 |
| 8   | David Coulthard      | Red Bull-Cosworth | 3 min 09 s 700 |
| 9   | Jenson Button        | BAR-Honda         | 3 min 09 s 832 |
| 10  | Nick Heidfeld        | Williams-BMW      | 3 min 09 s 917 |
| 11  | Juan Pablo Montoya   | McLaren-Mercedes  | 3 min 10 s 090 |
| 12  | Rubens Barrichello   | Ferrari           | 3 min 11 s 502 |
| 13  | Michael Schumacher   | Ferrari           | 3 min 11 s 633 |
| 14  | Felipe Massa         | Sauber- Petronas  | 3 min 11 s 884 |
| 15  | Anthony Davidson     | BAR-Honda         | 3 min 11 s 890 |
| 16  | Jacques Villeneuve   | Sauber- Petronas  | 3 min 12 s 995 |
| 17  | Narain Karthikeyan   | Jordan-Toyota     | 3 min 17 s 656 |
| 18  | Tiago Monteiro       | Jordan-Toyota     | 3 min 17 s 962 |
| 19  | Patrick Friesacher   | Minardi-Cosworth  | 3 min 21 s 186 |
| 20  | Christijan Albers    | Minardi-Cosworth  | 3 min 23 s 001 |

## Classement
| Pos  | N° | Pilote               | Écurie            | Tours | Temps/Abandon                      | Grille | Points |
| ---- | -- | -------------------- | ----------------- | ----- | ---------------------------------- | ------ | ------ |
| 1    | 5  | Fernando Alonso      | Renault           | 56    | 1 h 31 min 33 s 736 (203,408 km/h) | 1      | 10     |
| 2    | 16 | Jarno Trulli         | Toyota            | 56    | + 24 s 894                         | 2      | 8      |
| 3    | 8  | Nick Heidfeld        | Williams-BMW      | 56    | + 32 s 188                         | 10     | 6      |
| 4    | 10 | Juan Pablo Montoya   | McLaren-Mercedes  | 56    | + 41 s 631                         | 11     | 5      |
| 5    | 17 | Ralf Schumacher      | Toyota            | 56    | + 51 s 854                         | 5      | 4      |
| 6    | 14 | David Coulthard      | Red Bull-Cosworth | 56    | + 1 min 12 s 543                   | 8      | 3      |
| 7    | 1  | Michael Schumacher   | Ferrari           | 56    | + 1 min 19 s 988                   | 13     | 2      |
| 8    | 15 | Christian Klien      | Red Bull-Cosworth | 56    | + 1 min 20 s 835                   | 7      | 1      |
| 9    | 9  | Kimi Räikkönen       | McLaren-Mercedes  | 56    | + 1 min 21 s 580                   | 6      |        |
| 10   | 12 | Felipe Massa         | Sauber- Petronas  | 55    | + 1 tour                           | 14     |        |
| 11   | 19 | Narain Karthikeyan   | Jordan-Toyota     | 54    | + 2 tours                          | 17     |        |
| 12   | 18 | Tiago Monteiro       | Jordan-Toyota     | 53    | + 3 tours                          | 18     |        |
| 13   | 21 | Christijan Albers    | Minardi-Cosworth  | 52    | + 4 tours                          | 19     |        |
| Abd. | 2  | Rubens Barrichello   | Ferrari           | 49    | Abandon                            | 12     |        |
| Abd. | 6  | Giancarlo Fisichella | Renault           | 36    | Accident                           | 3      |        |
| Abd. | 7  | Mark Webber          | Williams-BMW      | 36    | Accident                           | 4      |        |
| Abd. | 11 | Jacques Villeneuve   | Sauber- Petronas  | 26    | Freins                             | 16     |        |
| Abd. | 3  | Jenson Button        | BAR-Honda         | 2     | Moteur                             | 9      |        |
| Abd. | 4  | Anthony Davidson     | BAR-Honda         | 2     | Moteur                             | 15     |        |
| Abd. | 20 | Patrick Friesacher   | Minardi-Cosworth  | 2     | Sortie de piste                    | 20     |        |

## Pole position et record du tour
- Pole position : Fernando Alonso en 3 min 07 s 672
- Tour le plus rapide : Kimi Räikkönen en 1 min 35 s 483 au 23e tour.

## Tours en tête
- Fernando Alonso : 51 (1-21 / 25-40 / 43-56)
- Giancarlo Fisichella : 1 (22)
- Kimi Räikkönen : 2 (23-24)
- Jarno Trulli : 2 (41-42)

## Classements généraux à l'issue de la course
| Pos. | Pilote               | Ecurie                     | Points |
| 1.   | Fernando Alonso      | Mild Seven Renault F1 Team | 16     |
| 2.   | Giancarlo Fisichella | Mild Seven Renault F1 Team | 10     |
| 3.   | Rubens Barrichello   | Scuderia Ferrari Marlboro  | 8      |
| 4.   | David Coulthard      | Red Bull Racing            | 8      |
| 5.   | Juan Pablo Montoya   | Team McLaren Mercedes      | 8      |
| 6.   | Jarno Trulli         | Panasonic Toyota Racing    | 8      |
| 7.   | Nick Heidfeld        | BMW Williams F1 Team       | 6      |
| 8.   | Ralf Schumacher      | Panasonic Toyota Racing    | 4      |
| 9.   | Mark Webber          | BMW Williams F1 Team       | 4      |
| 10.  | Christian Klien      | Red Bull Racing            | 3      |
| 11.  | Michael Schumacher   | Scuderia Ferrari Marlboro  | 2      |
| 12.  | Kimi Räikkönen       | Team McLaren Mercedes      | 1      |

| Pos. | Ecurie                     | Points |
| 1.   | Mild Seven Renault F1 Team | 26     |
| 2.   | Panasonic Toyota Racing    | 12     |
| 3.   | Red Bull Racing            | 11     |
| 4.   | BMW Williams F1 Team       | 10     |
| 5.   | Scuderia Ferrari Marlboro  | 10     |
| 6.   | Team McLaren Mercedes      | 9      |

## Statistiques
Ce Grand Prix de Malaisie 2005 représente :
- La 2e victoire pour Fernando Alonso.
- Le 10e podium pour Fernando Alonso.
- La 19e victoire pour Renault en tant que constructeur.
- La 99e victoire pour Renault en tant que motoriste.
- Le 1er podium pour Toyota.
- Victime d'une forte fièvre, Takuma Satō (BAR-Honda) déclare forfait pour le reste du week-end à l'issue de la première journée. Il est remplacé par Anthony Davidson, le pilote essayeur de l'équipe.